# John Kerr Hendrick

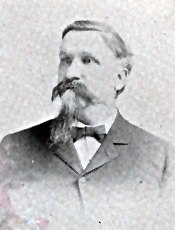
John Kerr Hendrick

John Kerr Hendrick (* 10. Oktober 1849 im Caswell County, North Carolina; † 20. Juni 1921 in Paducah, Kentucky) war ein US-amerikanischer Politiker. Zwischen 1895 und 1897 vertrat er den Bundesstaat Kentucky im US-Repräsentantenhaus.

## Werdegang
John Hendrick zog noch in seiner Kindheit mit seinen Eltern in das Logan County in Kentucky. Bald darauf zog die Familie in das Todd County weiter. Hendrick besuchte dort private Schulen und das Bethel College in Russellville. Im Jahr 1869 ließ er sich im Crittenden County nieder, wo er als Lehrer arbeitete. Nach einem anschließenden Jurastudium und seiner 1874 erfolgten Zulassung als Rechtsanwalt begann er in Smithland in diesem Beruf zu arbeiten. Zwischen 1878 und 1886 war Hendrick Staatsanwalt im Livingston County.
Politisch gehörte er der Demokratischen Partei an. Von 1887 bis 1891 saß er im Senat von Kentucky. Im Juni 1888 war er auch Delegierter zur Democratic National Convention in St. Louis, auf der Präsident Grover Cleveland für eine zweite Amtszeit nominiert wurde. Bei den Kongresswahlen des Jahres 1894 wurde Hendrick im ersten Wahlbezirk von Kentucky in das US-Repräsentantenhaus in Washington, D.C. gewählt, wo er am 4. März 1895 die Nachfolge von William Johnson Stone antrat. Da er im Jahr 1896 von seiner Partei nicht mehr für eine Wiederwahl nominiert wurde, konnte er bis zum 3. März 1897 nur eine Legislaturperiode im Kongress absolvieren.
Nach dem Ende seiner Zeit im US-Repräsentantenhaus praktizierte John Hendrick als Anwalt in Paducah. Dort ist er im Juni 1921 auch verstorben.